# Tommaso Redi (scultore)

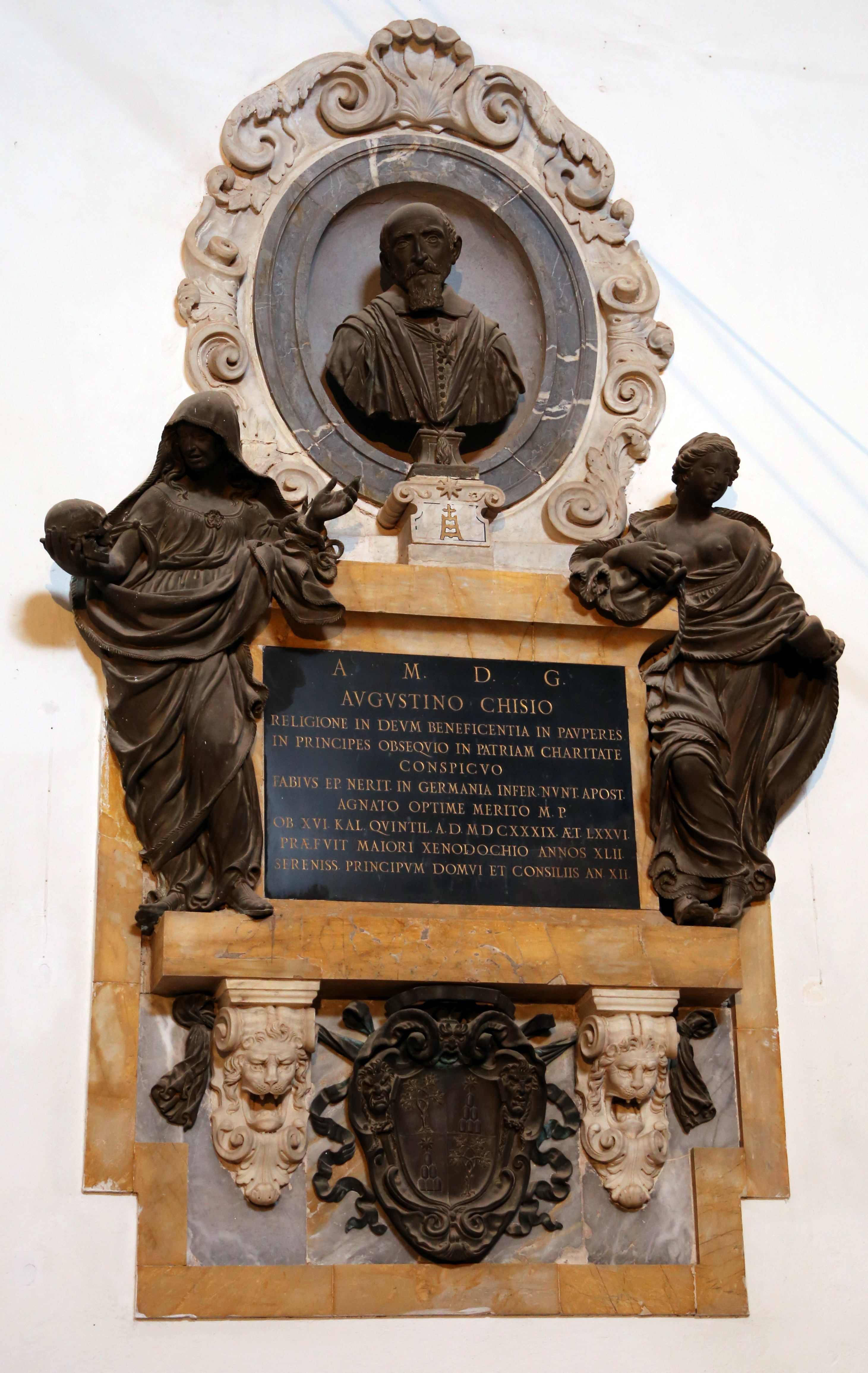
Il monumento funebre di Agostino Chigi (chiesa di Sant'Agostino, Siena)

Tommaso Redi (Siena, 1602 – Siena, 18 settembre 1657) è stato uno scultore e architetto italiano.

## Biografia
Nato a Siena intorno al 1602 da tale Bartolomeo, si formò nella bottega di Pietro Tacca a Firenze, dove conobbe il coetaneo Giovanni Gonnelli, con il quale si spostò a Mantova presso i Gonzaga prima del 1630. Durante lo storico assedio della città si distinse quale architetto militare.
Rientrato a Siena, qui sposò nel 1633 Elisabetta, figlia del pittore Francesco Bartalini, con la quale ebbe almeno tre figli: Caterina (deceduta prematuramente nel 1635), Alessandro (deceduto nel 1658) e Giuseppe, nato nel 1650, che sarà scalpellino e stuccatore. Nella città natale lavorò prolificamente come scultore e architetto, si inserì nel solco della tradizione artistica di Flaminio Del Turco, del quale è stato considerato suo continuatore, e collaborò con gli scultori barocchi Michele Cremona e Dionisio Mazzuoli.
Realizzò sculture e altari per il duomo di Siena e per il duomo di Grosseto. Nel 1640 scolpì il monumento funebre di Agostino Chigi nella chiesa di Sant'Agostino di Siena.
Morì il 18 settembre 1657 e fu sepolto nella chiesa di San Niccolò al Carmine.